# Fries-Hollandse oorlogen
De Fries-Hollandse oorlogen waren meerdere korte oorlogen (veldslagen en -tochten) in de middeleeuwen van Holland tegen Friesland en West-Friesland.

## Holland tegen West-Friesland
Van graaf Floris V van Holland is bekend dat hij verschillende tochten voerde tegen de West-Friezen. In 1272 begint zijn eerste maar deze mislukt. Hij onderneemt opnieuw een tocht tegen de West-Friezen in 1282, waarbij hij schade aanricht en kleine gebieden verovert. Hij onderwerpt geheel West-Friesland na de Sint-Luciavloed, een grote overstromingsramp die West-Friesland in 1287-1288 grotendeels verwoestte. Daarmee kwam een einde aan het volledig zelfstandige West-Friesland. Floris V liet zich ook al heer van Friesland noemen.
Na de dood van Floris V in 1296 kwam een groot deel van West-Friesland weer in opstand en was het vooral in Westflinge onrustig. Op 27 maart 1297 bij de veldslag bij Vroonen (ongeveer het tegenwoordige Sint Pancras) versloeg het leger van Holland en Zeeland de West-Friezen; het dorp werd verwoest bij de slag.

## Holland tegen de Friezen
De huidige Noordelijke Nederlanden behoren grotendeels aan de graaf van Holland, de graaf van Gelre en de bisschop van Utrecht. Keizer Lodewijk IV de Beier bevestigde in 1314 dat Friesland bij graaf Willem III van Holland hoorde. Alleen de Friezen zelf dachten daar, net als bij Floris V, heer van Friesland, anders over.
Willem IV van Holland ging samen met zijn oom, hertog Jan van Beaumont, op 26 september 1345 naar Friesland, en wel naar Stavoren om daar bij het Sint-Odulphusklooster een sterke vesting te maken. Geharnast, maar zonder paarden, trokken ze brandschattend op. De plaatselijke bevolking had een hinderlaag voorbereid en in het moerassige landschap werden de Hollanders verpletterend verslagen. Ook graaf Willem verloor hier zijn leven. Deze slag staat abusievelijk bekend als de Slag bij Warns.
In 1396 landt Graaf Albrecht van Beieren bij Kuinre en verslaat de Friezen in de Slag bij Schoterzijl.
In 1398 is de tweede tocht van Albrecht van Holland, resulterend in de Vrede van Bolsward (1401). Geheel Friesland werd onderworpen aan het grafelijk gezag.
In 1413 werpt de stad Stavoren als laatste het grafelijke gezag af en Friesland is weer volledig onafhankelijk, waarop in Friesland het onderlinge uitvechten van vetes en roverijen (Schieringers en Vetkopers) weer als vanouds begint.

## De laatste oorlog

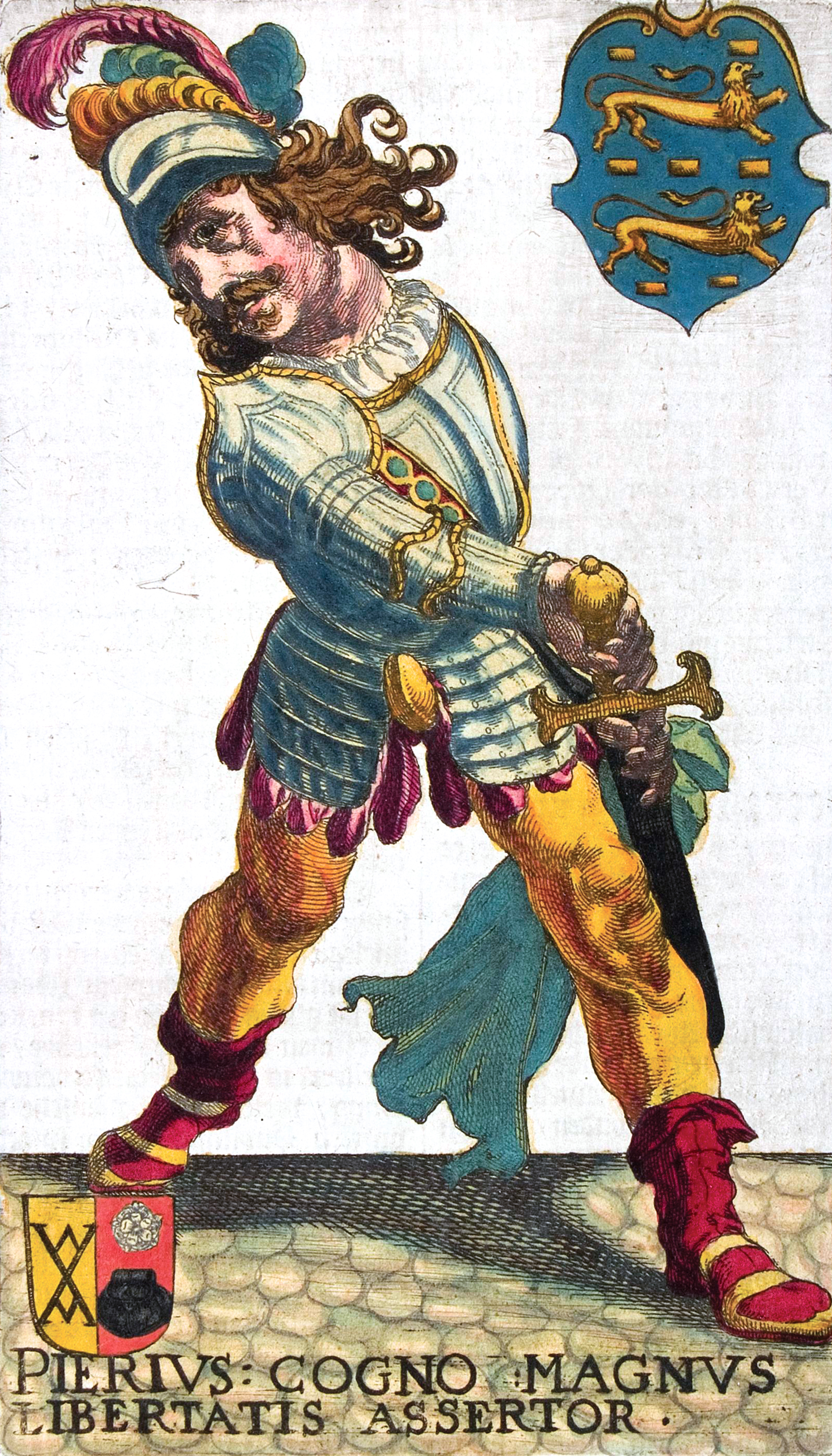
Ets van Pier Gerlofs Donia, of Grutte Pier, uit 'Chronycke ofte Historische Geschiedenis van Frieslant', 1622

Tussen 1515-1524 vond er nog een flinke oorlog plaats tussen Holland en Friesland. Deze was onderdeel van de zogenaamde Gelderse Oorlogen. De Friese boeren probeerden voor de laatste keer een onafhankelijk Friesland te behouden. Vooral bekend uit deze Fries-Hollandse oorlog is Grote Pier (eigenlijke naam Pier Gerlofs Donia). Hij was een boer uit Kimswerd en piraat, die zich allerlei titels toebedeelde: koning van Friesland, hertog van Sneek, graaf van Sloten, vrijheer van Hindeloopen, kapitein-generaal van de Zuiderzee, verwoester der Denen, wreker van Bremen, aanhouder van Hamburg en kruis van de Hollanders. Hij had een enorme haat tegen alles wat Hollands was.
Donia wordt ook als bedenker van het schibbolet: Bûter, brea en griene tsiis, wa't dat net sizze kin, is gjin oprjochte Fries gezien. Hij zou dat hebben gebruikt om na te gaan of de opvarenden van schepen op de Zuiderzee wel Fries waren. Was dat niet het geval, dan zouden ze onverbiddelijk gekielhaald zijn en werd hun schip geplunderd.
Hij bleek het vooral op Medemblik te hebben voorzien, omdat de Medemblikers verschrikkelijk tekeer waren gegaan toen Hollandse troepen van keizer Karel V zijn geboorteplaats hadden verwoest. Op 24 juni 1517, Johannes de Doperdag, voerde Grote Pier met zijn bende "De Zwarte Hoop", een ongeregelde troep van 4000 Gelderse en Friese soldaten, naar West-Friesland, voorbij Enkhuizen, om in de buurt van Wervershoof aan land te gaan. In een mum van tijd werd Medemblik overrompeld. Velen werden bij deze overval gedood en enkele gevangenen werden later tegen een hoge losprijs vrijgelaten.
Een gedeelte van de inwoners van de stad vluchtte naar het kasteel, waar zij een veilig onderkomen vonden. De slotvoogd Joost van Buren wist de overvallers buiten de poort en de muren van het kasteel te houden. Omdat het niet lukte om het kasteel in te nemen, begon de bende de stad te plunderen, waarna zij de stad in brand staken. Omdat de meeste huizen van hout waren brandde de stad als een fakkel. Kerk, kloosters en raadhuis gingen hierbij verloren, inclusief het stadsarchief:
Bekend uit die tijd was nog deze zin:
...geheelyck ende al verbrant ende gedestrueert, alsoe dat aldaer die glasen en veynsteren, kelcken noch ornamenten en zijn gebleven ende de clocken gesmolten en bedorven..
Nadat het niet lukte om het slot in te nemen trokken Grote Pier en zijn bende al plunderend verder in de richting van Alkmaar, waar de burchten Nieuwburg en  Middelburg het moesten ontgelden.
In 1520 overleed Pier en nam zijn neef Wijerd Jelckama het stokje van hem over. Jelckama was minder succesvol dan zijn befaamde oom en hoewel hij enkele kleine overwinningen op zijn naam heeft staan werd het rebellenlegertje uiteindelijk definitief verslagen in 1523. Nog in datzelfde jaar werden Jelckama en de overgebleven opstandelingen te Leeuwarden onthoofd.

## Het einde
Volgens de sage droegen Donia en zijn mannen de buit van de geplunderde schepen af aan hertog Karel van Gelre, die steun in de strijd tegen de Hollanders had toegezegd. Toen bleek dat Karel van Gelre in 1517 zelf een machtspositie in Friesland probeerde te verwerven was Donia zo teleurgesteld dat hij zich uit de strijd terugtrok. Zijn laatste jaren bracht hij door in Sneek, waar hij in 1520 in zijn bed overleed. Zijn opvolger Jelckama werd in 1523 op de Grote Markt van Leeuwarden onthoofd. Hierna was de oorlog zo goed als gestreden. Het eind van de oorlog (boerenopstand) kwam in 1524 toen de laatste rebellen zich overgaven. De Friezen erkenden keizer Karel V als landsheer. Friesland zou niet meer onafhankelijk worden; de komende eeuwen zou het de heerlijkheid Friesland heten.